# مدیسون (جورجیا)
مدیسون، جورجیا (به انگلیسی: Madison, Georgia) یک شهر در ایالات متحده آمریکا با جمعیت ۳٬۹۷۹ نفر است که در جورجیا واقع شده‌است.

## موقعیت جغرافیایی
موقعیت جغرافیایی شهرها و مناطق اطراف به شرح زیر است: